# Rezolucja Rady Bezpieczeństwa ONZ nr 304
Rezolucja Rady Bezpieczeństwa ONZ nr 304 została przyjęta jednomyślnie  8 grudnia 1971 r.
Po przeanalizowaniu wniosku ZEA o członkostwo w Organizacji Narodów Zjednoczonych, Rada zaleciła Zgromadzeniu Ogólnemu przyjęcie tego państwa do swojego grona.

## Źródło
- UNSCR - Resolution 304